# My Talking Tom
My Talking Tom — мобільна гра в жанрі тамагочі, аналог 2D-гри «Pou», але відрізняється від неї 3D-графічним форматом. Переведена на всі мови світу. Чотирнадцята гра з серії «Talking Tom and Friends». Розроблена словенською компанією Outfit7 Limited.